# Giuseppe Santini

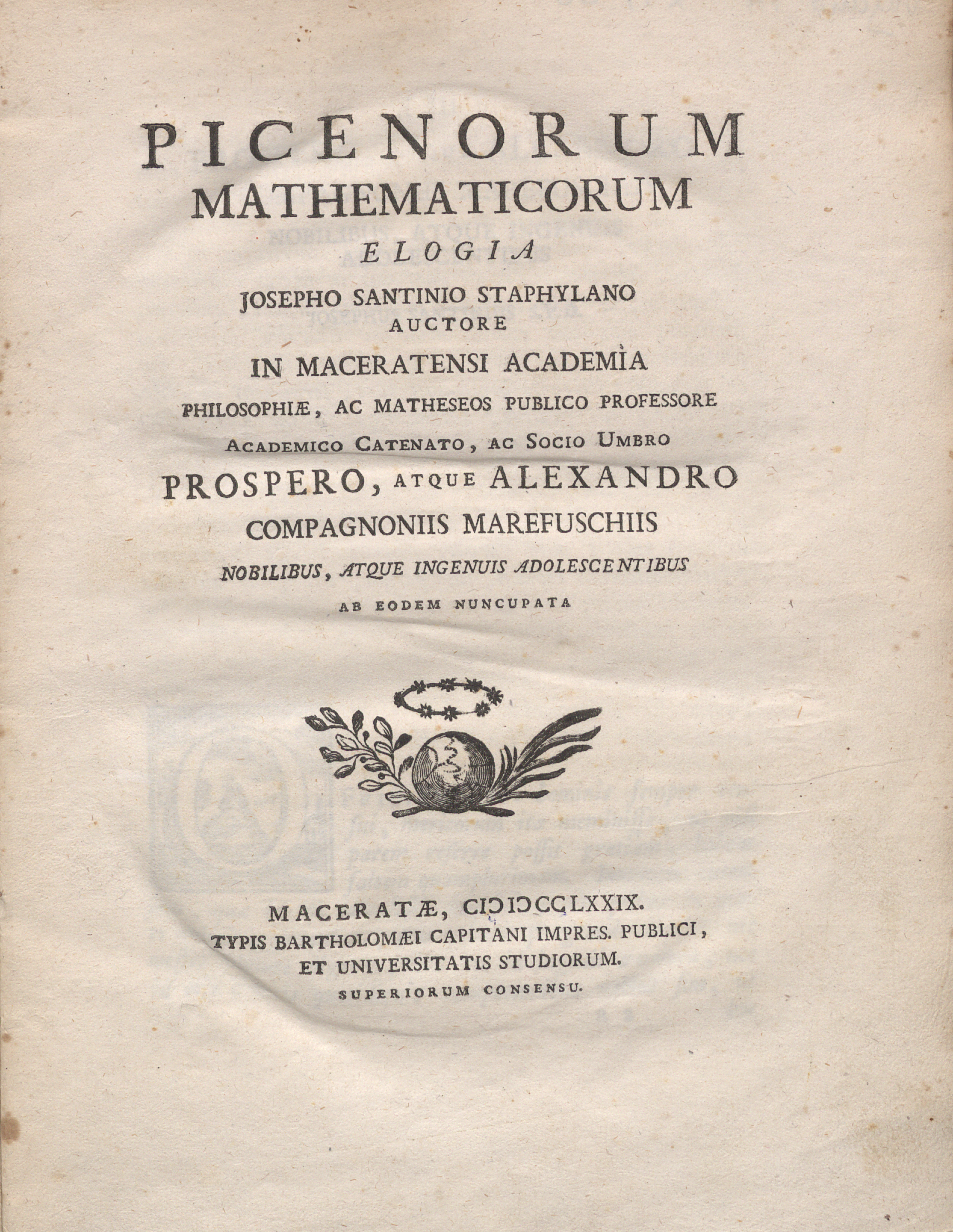
Picenorum mathematicorum elogia, 1779

Giuseppe Santini (Staffolo, 22 settembre 1735 – Staffolo, 24 settembre 1796) è stato un abate e matematico italiano.

## Biografia
Fu professore di filosofia e di matematica nel Collegio di Osimo. Esistono diversi scritti del religioso.
L'opera Picenorum mathematicorum elogia fornisce importanti informazioni sull'ambiente matematico del tempo.

## Opere
- (LA) Picenorum mathematicorum elogia, Macerata, Bartolomeo Capitani, 1779.